# Ossinissa
Ossinissa is een geslacht van spinnen uit de familie trilspinnen (Pholcidae).

## Soorten
Het geslacht kent de volgende soort:
- Ossinissa justoi (Wunderlich, 1992)